# James Thomson (poète né en 1700)
Pour les articles homonymes, voir James Thomson.
Ne doit pas être confondu avec James Thomson (poète né en 1834).
James Thomson, né à Ednam, près de Kelso, dans le Sud de l'Écosse, en 1700, mort en 1748, est un poète écossais.

## Biographie
Thomson était le fils d'un pasteur presbytérien et destiné à l'état ecclésiastique. Il y renonça, se rendit à Londres en 1725, gagna sa vie comme précepteur et se mit à écrire. En 1726, il publia son poème des Saisons, qui le fit sortir de l'anonymat.  	
Après le succès obtenu par ses "Saisons", Thomson entreprend un voyage à Paris en 1730 où il assiste aux représentations au théâtre de pièces de Voltaire, lequel l'avait déjà rencontré à Londres en mai 1726 lors de son voyage en Angleterre au moment même où le succès de Winter, le premier poème de Thomson, commençait à en rendre son auteur célèbre.
Il voyagea ensuite en Italie, puis s'installa à Richmond, obtint en 1738 une pension de 100 livres sterling et fut nommé intendant des Îles Sous-le-Vent.

## Œuvres
- Trois poèmes didactiques : Les Saisons, 1726-1730 ; la Liberté, vers 1733 ; Le Château d'Indolence, 1745.
- Trois tragédies : Sophonisbe, 1729 ; Agamemnon, 1738 ; Tancrède et Sigismond[2] 1745.
- Poésies diverses.

Son chef-d'œuvre reste son poème des Saisons, publié d'abord par chants séparés : l'Hiver (1726); l' Été (1727); le Printemps (1728); puis tout entier en 1730.
Les Saisons ont été traduites en prose et en vers, notamment par Joseph Philippe François Deleuze, par Marie-Jeanne Bontems.
Il serait le rédacteur des paroles de Rule Britannia.